# Langues bunu
Les langues bunu, ou punu (chinois : 瑶族布努语 ; pinyin : Yáozú Bùnǔyǔ ; litt. « langue Bunu de la nationalité Yao »), sont un sous-groupe de langues de la famille hmong-mien (苗瑶语系, 苗瑤語系, miáo-yáo yǔxì) de langues parlées  en Chine du Sud.

## Localisation géographique
En Chine les locuteurs des langues bunu font partie de la nationalité yao et vivent pour l'essentiel au Guangxi, et dans le cas des Bunu Numao, au Guizhou.

## Classification
Les langues appartiennent aux langues hmong de la famille des langues hmong-mien. Leur place à l'intérieur de la famille reste difficile à établir. Les travaux anciens des chercheurs chinois Wang, Mao, Meng et Zheng, les rangent dans un même groupe, aux côtés du jiongnai, du younuo et du baheng. Le bunu est alors vu comme une des trois branches des langues hmonguiques, le hmong, le bunu et le ho nte. Mao et Li en 2007, séparent le bunu et le considèrent comme une branche à part entière des langues hmonguiques, au même niveau que les langues hmongs, le baheng, le younuo, le jiongnai et le ho nte.

## Liste des langues bunu
Le bunu dans son ensemble est considéré par les chercheurs chinois comme une seule langue (语 / 語, yǔ) et les trois branches, le bunu proprement dit, le naoklao et le numao, sont qualifiés de dialectes (方言, fāngyán). Les parlers de troisième niveau, comme le dongnu ou le nunu, sont, dans la terminologie chinoise, des « patois » (土语 / 土語, tǔyǔ). La classification des langues et des parlers bunu est selon Meng (2001) :
- bunu
  - dongnu, dont : 
    - dongnu de Dahua
    - dongnu de Du'an

  - nunu, dont :
    - nunu de Lingyun
    - nunu de Bama

  - bunuo
- naoklao
- numao
  - numao
  - dongmeng

## Vocabulaire comparé
Exemples de termes du vocabulaire de base comparés dans les parlers dongnu de Dahua, naoklao et numao.
|         | Dongnu    | Naoklao    | Numao  |
| ------- | --------- | ---------- | ------ |
| eau     | aŋ1       | oŋ1        | ou1    |
| étoile  | tɕe1kuŋ1’ | tɔ1kɔ1     | kuŋ1   |
| fourmi  | ka3mpʰai3 | cei1mpʰai3 | mpʰɑi3 |
| oreille | mpje2’    | kə3mptse2  | mpjei2 |
| dent    | fa3m̥iŋ3   | m̥ai3       | m̥ɑi3   |
| porte   | pe3’ʈaŋ2  | kə3tɕɔŋ2   | tjou2  |
| rouge   | ləŋ1      | lɒ1        | lɑn1   |